# Конформаційна ізомерія

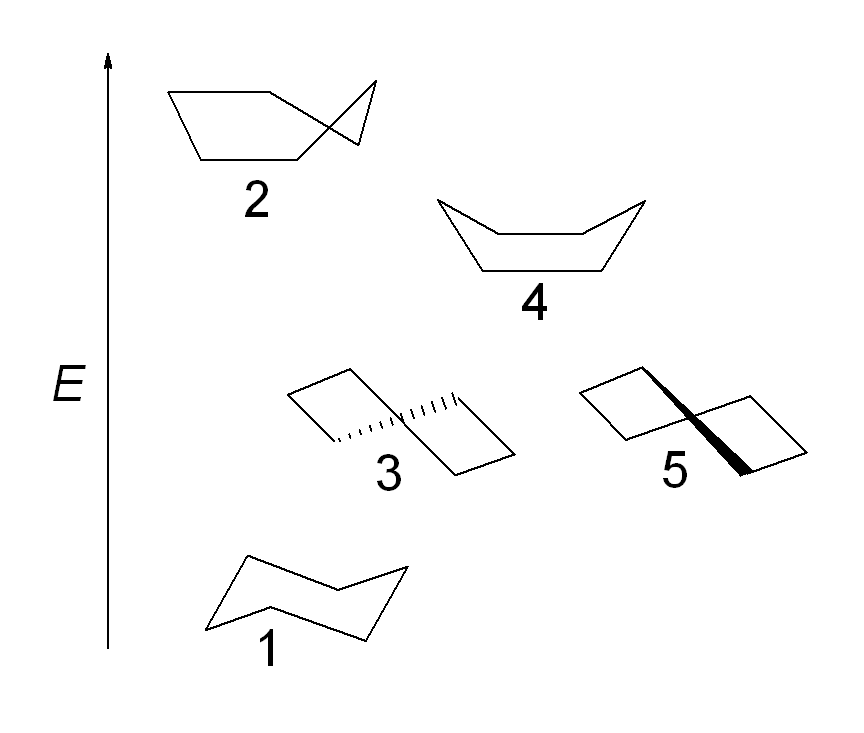
Конформації циклогексану: 1 — «крісло»; 2 — «півкрісло», або «конверт»; 3, 5 — «твіст»-конформація; 4 — «ванна» або «човник»

3-D проєкція для бутана

Проєкція Ньюмена

Конформаці́йна ізомері́я — форма стереоізомерії, що означає існування молекул з ідентичними структурними формулами, але різними конформаціями завдяки обертанню атомів навколо хімічних зв'язків.

## Опис
Стереоізомери в конформаціях навколо одного чи декількох простих σ‑зв'язків, відповідних мінімумам потенційної енергії, називають конформерами (поворотними ізомерами).
Для зображення миттєвого взаємного розташування атомів і груп у просторі, використовують так звані проєкції Ньюмена: молекулу проєктують таким чином, щоб зв'язок, навколо якого відбувається обертання, проєктувався до центру кола, причому зв'язки від найближчого до спостерігача атома зображують лініями, що виходять із центра кола, а зв'язки, що сполучені з віддаленим атомом, зображують поза колом.
Цей тип представлення корисний для оцінки кута обертання (англ. torsion angle) між зв'язками.

## Типи конформацій
- Антиклінальна конформація — стосується розташування атомів чи груп (їх конформації), торсійний кут між якими має значення, що лежать між 90° та 150° або між –90° та –150°. Це конформація, в якій найбільші замісники при двох атомах C чи іншого елемента є просторово закриті меншими. В просторовій проєкції Ньюмена кути між напрямками зв'язків ближчих i дальших замісників близькі до 0°. Символ φ2. Синонім — частково заслонена конформація.
- Екліптична конформація (рос. эклиптическая[полностью заслоненная] конформация, англ. fully eclipsed conformation,[syn-periplanar]) — конформація, що характеризується найближчим розташуванням двох найбільших замісників при двох сусідніх атомах C чи іншого елемента. У просторовій проєкції Ньюмена — кути між напрямками зв'язків ближнього і дальнього замісників є рівними 0o (найменш стійка конформація). За системою Клайна й Прелоґа — син-періпланарна (англ. syn-periplanar). Синоніми — повністю заслонена конформація, син-періпланарна конформація.

- s-Транс-конформація — конформація сполуки зі спряженими подвійними зв'язками; наприклад, для бутадієну, якщо подвійні зв'язки розташовані по різні сторони від одинарного, що знаходиться між ними.

- s-Цис-конформація — конформація сполуки зі спряженими подвійними зв'язками; наприклад, для бутадієну, якщо подвійні зв'язки розташовані по одну сторону від одинарного, що знаходиться між ними.

- Конформація бочки — конформація (з групою симетрії D2d) восьмичленного кільця, в якому чотири атоми утворюють одну пару діаметрально протилежних зв'язків у кільці, що лежить в одній площині, а всі інші атоми кільця розташовані з однієї сторони цієї площини. Це аналогія до конформації човника в циклогексані.

- Конформація конверта — конформація цикла, в якому принаймні 4 атоми, що його утворюють, лежать в одній площині. Властива насиченим п'ятичленним карбо- й гетероциклічним сполукам, шестичленним гетероциклам з атомом B.

Конфоpмація коpони

- Конформація корони — конформація насиченого циклу молекулярної частинки, що містить парне число(>8) атомів у кільці, в якому ці атоми лежать почергово в кожній з двох паралельних площин і є симетрично еквівалентними (D4d для циклооктану і т. д.). Вона є аналогічною до конформації човника в циклогексані. Пр., циклооктан та його гетероаналоги.

- Конформація крісла — найстабільніша конформація молекул насичених вуглеводневих шестичленних карбо- й гетероциклічних сполук, наприклад, циклогексану, в якій кожний атом C має один зв'язок аксіальний, а один — екваторіальний, чотири атоми (2, 3, 5, 6) лежать у одній площині, а 1 та 4 — по різні сторони від неї.

- Конформація цикла — просторове розташування (стереоконфігурація) атомів, сполучених у цикл. Різні стереоконфігурації утворюються внаслідок обертання навколо простих зв'язків у циклі: конверт і півкрісло у циклопентані; крісло, човник, твіст-форма в циклогексані та похідних тощо.

- Конформація човника — лабільна конформація насичених вуглеводневих шестичленних карбо- й гетероциклічних сполук, напр., циклогексану, в якій чотири атоми кільця лежать в одній площині, а два — по одну сторону від неї.

- Антиклінальна конформація — стосується розташування атомів чи груп (їх конформації), торсійний кут між якими має значення, що лежать між 90° та 150° або між –90° та –150°. Це конформація, в якій найбільші замісники при двох атомах C чи іншого елемента є просторово закриті меншими. В просторовій проєкції Ньюмена кути між напрямками зв'язків ближчих i дальших замісників близькі до 0°. Символ φ2. Синонім — частково заслонена конформація.

- Антиперіпланарна конформація — загальмована конформація, в якій відсутні заслонені атоми чи групи, що вирізняється найдальшим просторовим розташуванням найбільших замісників при двох сусідніх атомах C (чи іншого елемента), в мінімумах на кривих залежності енергії від торсійного кута. У проєкції Ньюмена кут між зв'язками найбільших замісників є близьким до 180° (має значення, що лежать між ±150° та 180°). Символ φ3.

- Біоактивна конформація — конформація ліганда, в якій він приєднується до ензиму і діє як субстрат чи інгібітор.